# Massacre de Oued-Zem
Le Massacre de Oued Zem de 1955 est un soulèvement populaire marocains des tribus avoisinants Oued-Zem, cela à la suite de la déposition forcée du trône de "Sidi Mohamed ben Youssef", plus tard Mohamed V. Qui débouchera sur une tuerie des colons européens de la ville et des affrontements contre les forces de l'ordre sur place.

## Historique
Le massacre va être la conséquence directe du départ forcée de "Sidi Mohamed ben Youssef" (plus tard Mohamed V), ce dernier exilé ensuite à Madagascar et sera remplacé par un cousin lointain, Ben Aarfa,. En réaction, le 19 août 1955 (selon des sources marocaines, il n'y a presque aucune trace dans les sources françaises), plus d'une dizaine de milliers de marocains manifestent dans les rues d'Oued Zem pour le retour de leur sultan, les forces françaises sur place réprimeront cette manifestation dans le sang, plus de 12 000 Marocains seront tués (considérés comme martyrs au Maroc),. C'est alors le lendemain que les tribus vont revenir dans la ville.

## Massacre
Les tribus touchés par les évènements sont les Bani Smir, les Smaala, le reste des Ouardigha et les Bani Khirane, mais parmi elles, une tribu va se distinguer, celle des Smaala va commander et être le fer de lance de l'invasion de la ville,. Une tribu arabe issue de la confédération des Ouardigha, descendants des Jochemites.
Tout commence vers 8 heure du matin, les insurgés (appelées militants au Maroc) arrivent vers Bou Jaad, à 8 heure 30, des groupes de Bani Khirane entre dans la ville en camion et chevaux, et vers les coups de 9 heures, les Smaala, Bani Smir et Bani Khirane envahissent la ville. On y compte plus de 20 000 hommes s'attaquant à la ville, semblables aux rezzous, ces derniers attaques même l'hôpital. À 11 heure, le 2e Bataillons du 4e R.E.I est alerté des exactions à Oued-Zem. Les marocains armées de haches, bâtons, cailloux et fusils, tirent et lapident les gendarmes français présents à Oued Zem, l'un d'entre eux, le gendarme Soumagne est mortellement blessé. Pendant plusieurs heures, le Lieutenant Bach et ses hommes essayerons de retenir les contingents de Smaala, piétons et à cheval, armées de fusils pour la plupart, du quartier européen jusqu'à l'arrivée de renfort extérieur. Les forces de gendarmerie sur place vont déclarer la mort d'entre 50 et 75 européens (plus de 77 selon la Légion étrangère) par les attaques des tribus de Oued Zem, dont des femmes, des enfants et des animaux de compagnie ,,. Également 19 morts à compter parmi les forces de l'ordre. Des sources plus récentes affirment à environ 200 le nombre d'européens mort suite au massacre.
Parmi les leaders du massacre, nous pouvons retrouver le caïd Bel Hajj [al-Smaali], issu des Smaala et caïd influent de la tribu. Également parmi eux, le chef Bendaoud ben al-Ghazwani al-Smiri, issu des Bani Smir qui dirigera une partie du massacre et tuera cinq français, ce dernier se battant jusqu'au bout contre les forces sur place et ne voulant pas se rendre.

## Postérité
Le 30 Août 1955, une bonne parties des participants du massacre viennent se rendre et demande l'aman, leur soumission contre la paix, ces derniers seront acceptées, et feront le sacrifice de 12 jeunes bovins.
Le 20 Août 2023, pour l'anniversaire des 68 ans des évènements, un groupe de 2000 descendants de martyrs ont envoyé une lettre a propos des crimes du 19 août 1955 au président de la république française, Emmanuel Macron, cette dernière resté sans réponse.